# أوتش غنبد سلطان (طغامين)
أوتش غنبد سلطان (بالفارسية: اوچ گنبدسلطان) هي قرية تقع في إيران في قسم طغامین الريفي. يقدر عدد سكانها بـ 117 نسمة بحسب إحصاء 2016.